# Carl Gottlieb Bünz

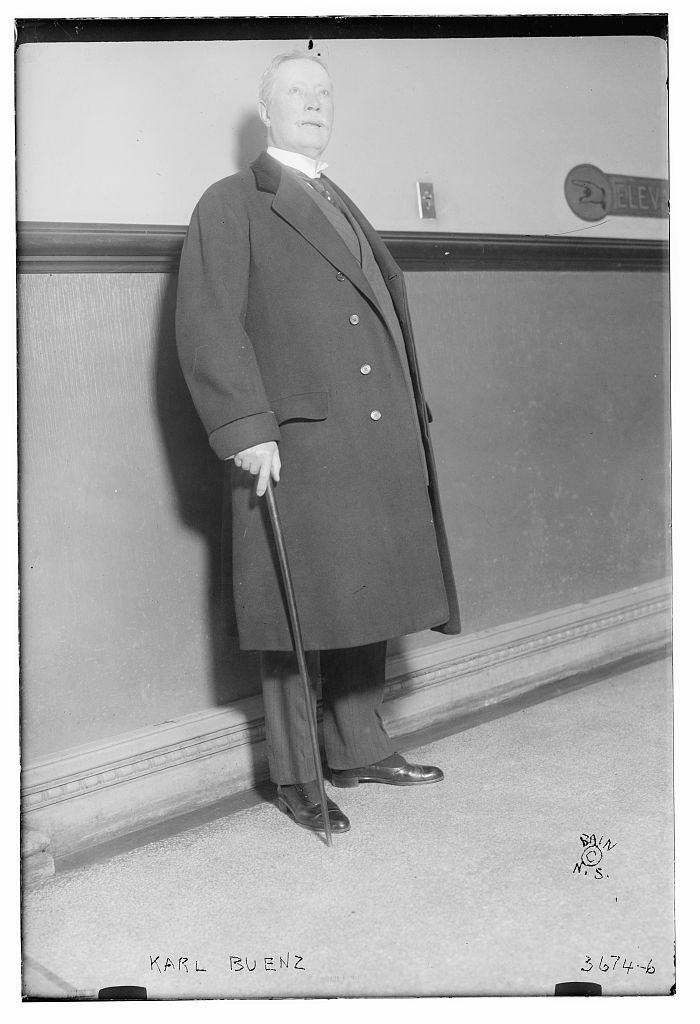
Carl Gottlieb Bünz (um 1915)

Carl Gottlieb Bünz (* 25. Juli 1843 in Marne (Holstein); † 15. September 1918 in Atlanta) war ein deutscher Diplomat.

## Leben
Carl Gottlieb Bünz war ein Sohn des Rektors und Organisten Hinrich Christian Bünz und seiner Ehefrau Telsche, geb. Moritz. Er besuchte das Gymnasium in Meldorf und studierte ab April 1863 Rechtswissenschaft in Kiel, Leipzig und Berlin. In Kiel war er Mitglied des Corps Holsatia. 1867 bestand er das juristische Staatsexamen. 1868 wurde er Assessor am Kreisgericht in Itzehoe, 1870 kommissarischer Amtsrichter in Eddelak, 1876 Bürgermeister in Glückstadt. Er wechselte 1888 in den Auswärtigen Dienst und wurde 1889 Attaché beim Generalkonsulat in New York City, dann kommissarischer Generalkonsul in Port-au-Prince, 1891 Konsul in Chicago, 1899 Generalkonsul in New York. Am 24. März 1904 wurde er zum Geheimen Legationsrat ernannt und im gleichen Jahr Reichskommissar beim Internationalen Schiedsgerichtshof in Den Haag in Sachen Venezuela. Von Januar 1909 bis Januar 1911 war Bünz außerordentlicher Gesandter und Bevollmächtigter Minister in Mexiko. 1911 wurde er in den Ruhestand versetzt.
Nach seinem Abschied war Bünz Delegierter der deutschen Gläubiger bei der Administration de la Dette Publique Ottomane in Konstantinopel und von 1914 bis 1915 Generalvertreter der Hamburg-Amerika-Linie in New York. In dieser Funktion arbeitete er in einer Gruppe nachrichtendienstlich organisierter Personen, die hauptsächlich durch die beiden militärischen Attachés der deutschen Botschaft Franz von Papen (1879–1969) und den Karl Boy-Ed (1872–1930) gesteuert wurde. In mehreren US-amerikanischen Städten unterhielten sie Spionage- und Sabotagegruppen, die das Ziel verfolgten maßgeblich die in den USA tätigen „Feinde Deutschlands“ zu schädigen. Neben der Sammlung von kriegswichtigen Informationen führten sie Sprengungen von Verkehrswegen, Umschlagplätzen für Waffenlieferungen durch und Bünz ließ deutsche Kreuzer im Atlantik durch neutrale Schiffe mit Kohlen und Proviant versorgen. Im Dezember 1915 wurde er deshalb von einem US-amerikanischen Gericht mit weiteren Personen angeklagt und wegen „Verschwörung zur Hintergehung der Vereinigten Staaten“ zu 18 Monaten Gefängnis verurteilt. Das Urteil wurde nach Verwerfung der Revision rechtskräftig. Bünz trat seine Strafe am 23. April 1918 im Staatsgefängnis von Atlanta an, wo er schwer erkrankte und im September 1918 verstarb. Die Begnadigung durch Präsident Woodrow Wilson an seinem Todestag erlebte er nicht mehr.

## Auszeichnungen
- Roter Adlerorden 3. Klasse
- Königlicher Kronen-Orden (Preußen) 2. Klasse mit Schleife
- Roter Adlerorden 2. Klasse mit Eichenlaub
- Eichenlaub zum Preußischen Kronenorden 2. Klasse
- Orden der Württembergischen Krone, Ritter